# روسلان موسایف
روسلان موسایف (انگلیسی: Ruslan Musayev؛ زادهٔ ۱۱ مهٔ ۱۹۷۹) بازیکن فوتبال اهل جمهوری آذربایجان است.
از باشگاه‌هایی که در آن بازی کرده‌است می‌توان به باشگاه فوتبال باکو، باشگاه فوتبال احمد گروزنی، باشگاه فوتبال شفای باکو، باشگاه فوتبال قره‌باغ، باشگاه فوتبال شوالان، باشگاه فوتبال مویک باکو، باشگاه فوتبال سیمرغ زاقاتالا، باشگاه فوتبال گنجلربیرلیئی سومقاییت، باشگاه فوتبال سومقاییت، و باشگاه فوتبال ویلیاندی تولویک اشاره کرد.
وی همچنین در تیم ملی فوتبال جمهوری آذربایجان بازی کرده‌است.